# Microcircuito neural
Um microcircuito neural é um agrupamento de sinapses organizadas em padrões de conectividade para produzir uma operação funcional de interesse. Um microcircuito neural pode ser comparado a um circuito de silício constituído por um agrupamento de transistores. O menor tamanho de um microcircuito é medido em micrômetro (μm), e a velocidade de operação mais rápida é medida em milissegundos.